# Snowdrop
Snowdrop este un film serial sud-coreean din anul 2021 produs de postul JTBC.

## Distribuție
- Jung Hae-in - Im Soo-ho / Ri Tae-san
- Kim Ji-soo - Eun Young-ro
- Yoo In-na - Kang Chung-ya
- Jang Seung-jo - Lee Kang-moo
- Yoon Se-ah - Pi Seung-hee
- Kim Hye-yoon - Kye Boon-ok
- Jung Yoo-jin - Jang Han-na